# Conți de Celje

Blazonul contelui Ulrich al II-lea de Celje

Conții de Celje (în slovenă Celjski grofje, în germană Grafen von Cilli; în maghiară Cillei grófok) au fost cea mai influentă familie nobiliară din Evul mediu târziu de pe teritoriul Sloveniei de astăzi. Vasali ai ducilor Stiriei din familia de Habsburg, ei au condus Comitatul Celje de la începutul secolului al XIV-lea purtând titlul de conți imperiali începând din 1341. Ei au fost ridicați la rangul de principi imperiali ai Sfântului Imperiu Roman în 1436. 

## Evoluție istorică

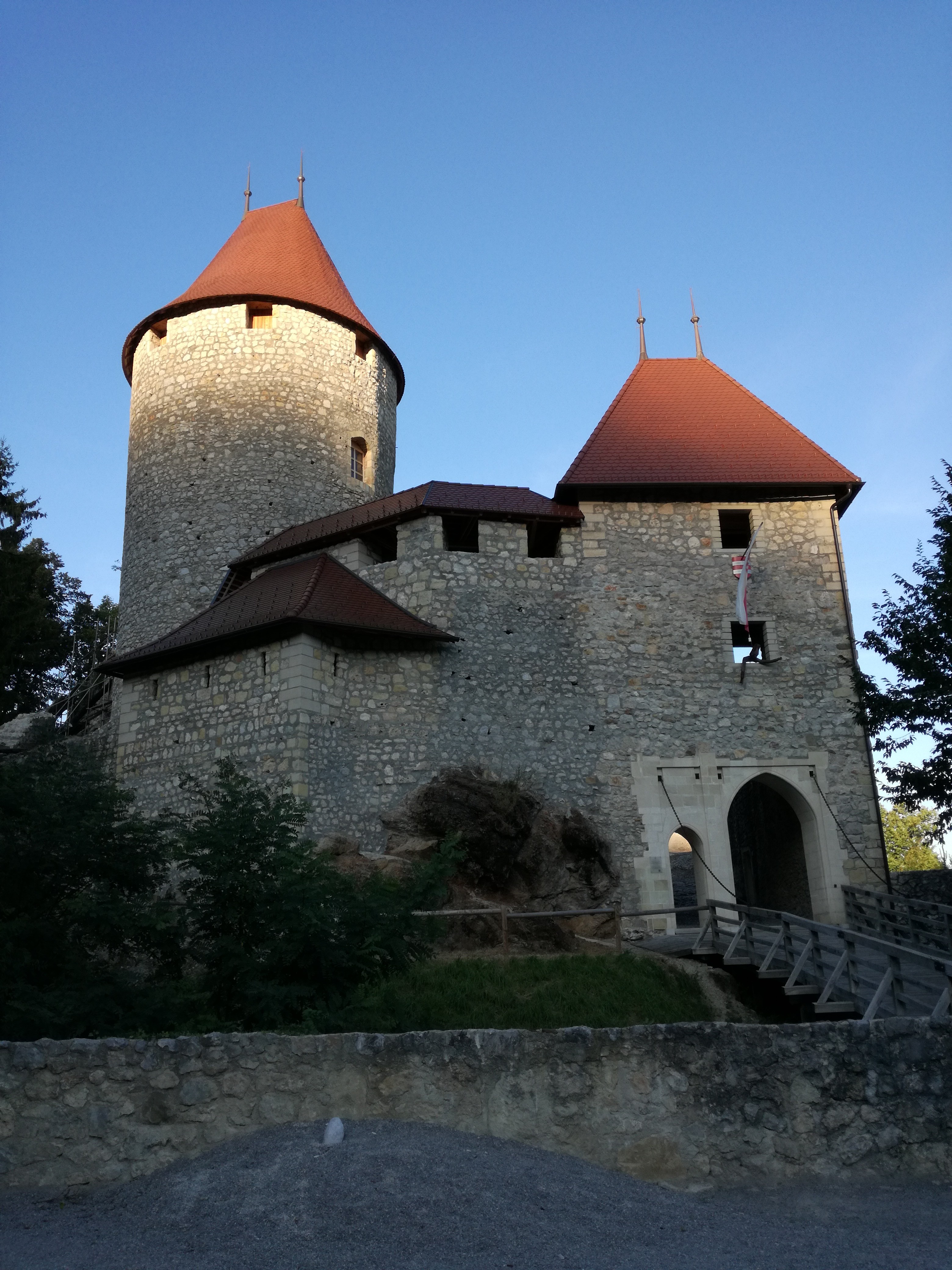
Castelul Sanneck

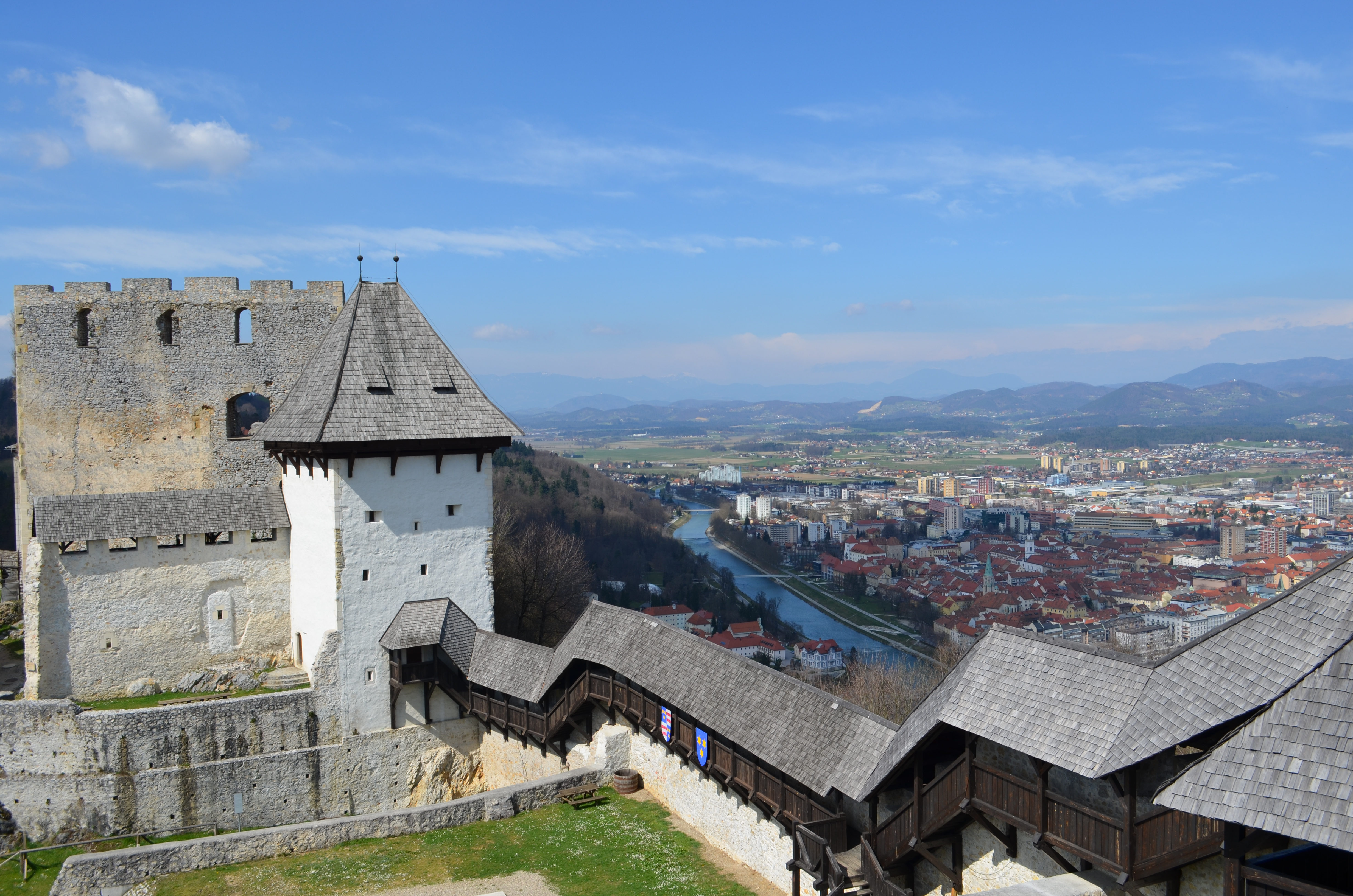
Castelul Celje

Castelul Sanneck aflat pe valea râului Savinja din Stiria Inferioară a fost menționat în 1123/1130. Strămoșii stăpânilor castelului ar fi fost rude cu Sfânta Hemma de Gurk (d. 1045), care deținea mari domenii în zonă. Cetatea a fost construită sub domnia lui Carol cel Mare ca fortăreață de apărare împotriva avarilor.

### Conți
Un anume Leopold de Sanneck apare în 1278 ca susținător al regelui romano-german Rudolf I în Bătălia de pe Marchfeld. La începutul secolului al XIV-lea stăpânii din Sanneck s-au aliat cu Habsburgii în conflictul împotriva ducelui Henric al VI-lea al Carintiei privind Regatul Boemiei și au devenit vasali acestora în 1308.  Frederic de Sanneck, fratele lui Leopold, a moștenit prin căsătorie, marile posesiuni ale răposaților conți de Haimburg în 1322. Domeniile Celje în sine au devenit proprietate a dinastiei în 1333, după ani de conflicte cu contele Ulrich al V-lea de Pfannberg și cu alte câteva dinastii nobiliare rivale. Frederic s-a impus în cele din urmă cu sprijinul lui Otto cel Vesel, ducele Stiriei. În 1332 el a devenit guvernator al Carniolei și al Mărcii Vindica, primind titlul de conte de Cylie sau de Cilli (derivat de la Castelul Celje) în 1341 de la împăratul Ludovic al IV-lea la München. 

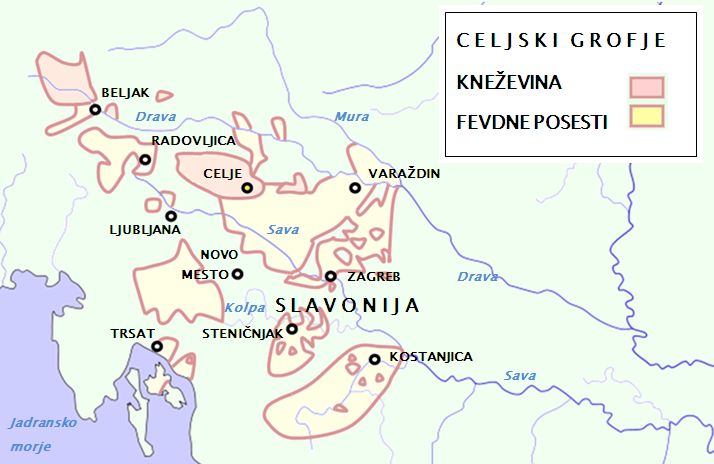
Comitatul Celje și teritoriile aparținătoare lui (c. 1418)

Prin căsătoriile fiicelor lor, conții de Celje au ajuns să dețină într-o scurtă perioadă de timp peste 20 de castele pe tot teritoriul Sloveniei de astăzi și nu numai. Odată cu dobândirea de mari proprietăți în ducatele învecinate Stiria și Carintia, în Marca de Carniola, precum și în teritoriile Regatului Ungariei (inclusiv Regatul Croației și Slavonia), influența conților de Celje a crescut, familia devenind una dintre cele mai puternice familii din regiune. Contele Ulrich I de Celje, un conducător de soldați mercenari, s-a alăturat regelui Ludovic I al Ungariei în campania sa din 1354 în Dalmația și, la scurt timp după aceea, l-a însoțit pe regele Carol al IV-lea la încoronarea sa la Roma. Fiul său, Wilhelm, s-a căsătorit cu Anna de Polonia, fiica regelui Cazimir al III-lea cel Mare al Poloniei. Conții de Celje erau înrudiți prin căsătorie cu conducătorii Bosniei, cu regii polonezi și cu cei maghiari. Prin Barbara de Celje, familia se înrudea cu regii Boemiei.

### Principi imperiali
Ascensiunea lor rapidă a continuat după Bătălia de la Nicopole din 1396 împotriva Imperiului Otoman, în care contele Herman al II-lea de Celje a salvat viața regelui Ungariei, Sigismund de Luxemburg, fiul împăratului Carol al IV-lea. Drept recompensă regele a dăruit familiei (1397–1399) orașul Varaždin, comitatul Zagorje și multe alte domenii în Croația. În 1401 conții de Celje se numărau printre susținătorii regelui Sigismund de Luxemburg împotriva magnaților maghiari. În 1405 alianța lor cu Casa de Luxemburg a devenit mai strânsă prin căsătoria fiicei lui Herman al II-lea, Barbara de Celje, cu regele Sigismund. În 1418 contele Herman al II-lea a moștenit domeniile din Carintia și Carniola ale conților de Ortenburg care muriseră fără a avea descendenți direcți pe linie masculină.
În 1410 Sigismund a fost ales rege romano-german, fiind încoronat împărat al Sfântului Imperiu Roman în 1433. În 1436 conții de Celje au fost ridicați la rangul de principi imperiali, dar aceștia și-au păstrat titlul de Conte. Habsburgii, ai căror rivali deveniseră, le-au declarat război. Acest război a durat până în 1443 când a fost semnat un acord de moștenire reciprocă.

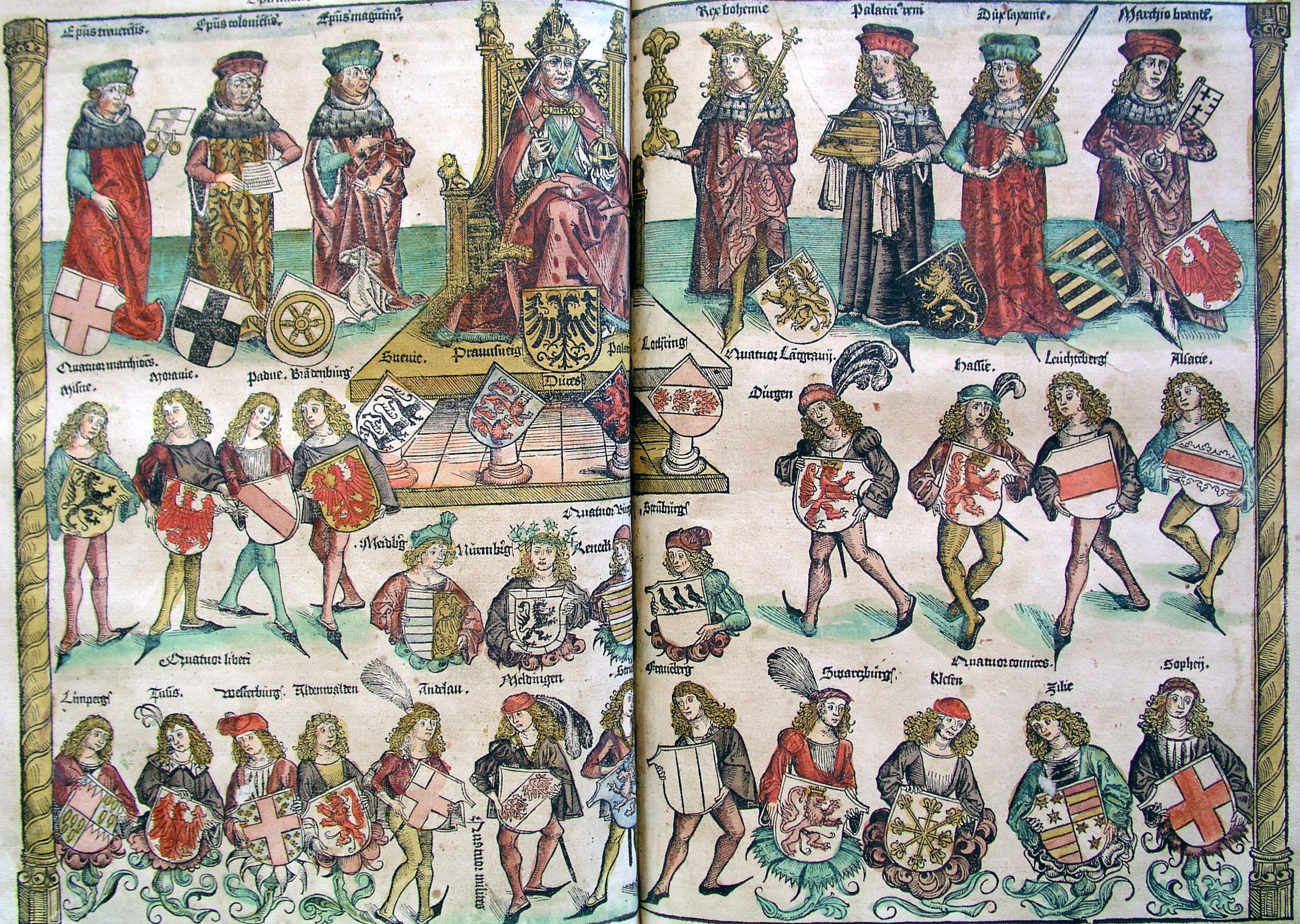
Contele de Celje în ierarhia Sfântului Imperiu Roman (rândul de jos, al doilea din dreapta; Cronica de la Nürnberg, Hartmann Schedel, 1493)

Contele Ulrich al II-lea a fost cel mai puternic membru al familiei Celje. În 1432 acesta s-a căsătorit cu Caterina, fiica despotului sârb Gheorge Brancovici. Ulrich a exercitat o puternică influență la multe curți regale datorită relațiilor stabilite în trecut de familia sa. În 1439, după moartea regelui Albert al II-lea de Habsburg, Ulrich a încercat să obțină regența Ungariei, Boemiei și Austriei prin preluarea tutelei lui Ladislau Postumul, fiul minor al regelui. Ambițiile sale i-au creat mulți dușmani între care familia Huniade. După ce a revendicat fără succes coroana Bosniei, familia Celje a obținut teritorii în Croația și Slavonia. În 1452 Ulrich a reușit să-l convingă pe împăratul Frederic al III-lea să i-l dea în grijă pe Ladislau Postumul. Astfel Ulrich al II-lea a devenit de facto regent al Ungariei. 

### Declinul familiei
În 1456, după moartea rivalului său Ioan de Hunedoara, Ulrich al II-lea l-a succedat în funcția de Căpitan general al Ungariei ceea ce a avut va urmare un complot al familiei Huniade împotriva lui Ulrich. Pe 8 noiembrie la Belgrad acesta a fost asasinat de oamenii lui Ladislau, fiul lui Ioan de Hunedoara.
Odată cu moartea lui Ulrich al II-lea, linia masculină a conților de Celje s-a stins și, după un război de succesiune, toate domeniile și posesiunile lor au fost preluate de Habsburgi pe baza acordului de moștenire încheiat anterior de cele două familii. 

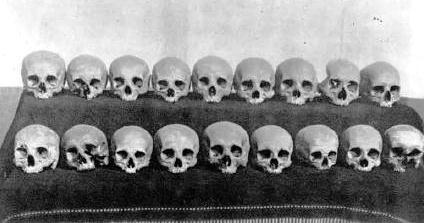
Craniile conților de Celje

O parte din blazonul familiei (respectiv cele trei stele aurite pe fundal albastru pe care, ca stăpâni ai cetății Sanneck, le moșteniseră de la foștii conții de Heunburg ai Carintiei în 1322) a fost încorporată în Stema Iugoslaviei în anii 1920 și în cea a Sloveniei în 1991, fiind astăzi stema orașului Celje. 

## Arbore genealogic
1. Frederic I (n.c. 1300 – d. 1359/1360), căsătorit cu Diemut de Walsee (d. 1353/1357)
1. Ulrich I (n.c. 1331 – d. 1368), conte de Celje și căpitan al Crainei, căsătorit cu Adelaida de Ortenburg (d. 1391)
  1. Wilhelm (n. 1361/1362 – d. 1392), căsătorit în 1380 cu Anna de Polonia (n. 1366 – d. 1425), fiica regelui Cazimir al III-lea al Poloniei
    1. Anna (n. 1380 – d. 1416), căsătorită cu 1401 regele Vladislav al II-lea Jagiello (n.c. 1351 – d. 1434)
2. Herman I (n. 1332/1334 – d. 1385), căsătorit cu Caterina Kotromanić/Tvartko (n.c. 1336 – d.c. 1396), fiica regelui Ștefan al II-lea al Bosniei
  1. Hans (n.c.1363 – d .1372), căsătorit cu Margareta de Pfannberg
  2. Herman al II-lea (n.c. 1365 – d. 1435), ban al Croației și Dalmației, căsătorit cu contesa Anna (d. înainte de 1396), fiica lui Henric al VI-lea de Schaunberg
    1. Frederic al II-lea (d. 1454), conte de Celje și Ortenburg, din 1436 prinț imperial și ban al Slavoniei, căsătorit în 1401 cu Elisabeta Frangepan (d. 1422) și apoi cu  Veronica de Teschnitz (d. 1425)
      1. Ulrich al II-lea (n. 1406 – d. 9 noiembrie 1456), conte de Celje și Ortenburg, din 1436 principe imperial și ban al Slavoniei, căsătorit cu Caterina Brankovici de Serbia (d. 1490/1492), fiica despotului Brankovici
        1. Herman al IV-lea (d. 1452)
        2. Georg (d. 1443)
        3. Elisabeta (n. 1441 – d. 1455), căsătorită cu Ladislau Huniade

      2. Frederic al III-lea (a murit în copilarie)
      3. Ioan (d. 1447)

    2. Elisabeta (d. 1424/1426), căsătorită cu contele Henric al VI-lea de Gorizia și apoi cu Erlinger de Schwarzenberg
    3. Anna (d. după 23 iunie 1438), căsătorită în 1405 cu Miklos Garai (n.c. 1367 – d. 1433), conte palatin al Ungariei
    4. Herman al III-lea (d. 1426), căsătorit cu Elisabeta de Abensberg (d. înainte de 1423) și apoi cu Beatrix de Bavaria (1403–1447), fiica lui Ernest al Bavariei
      1. Margareta (d. 1480), căsătorită cu Herman de Montfort-Pfannberg (d. 1434/1435) și apoi în 1444 cu Vladislav de Teschen-Glogau (n. 1420 – d. 1460)

    5. Ludovic (d. 1414/1420)
    6. Barbara (d. 1451), căsătorită cu împăratul Sigismund de Luxemburg (n. 1368 – d. 1437)
    7. Herman (n. 1383 – d. 1421), fiu natural, episcop de Freising
3. Caterina, căsătorită cu contele Albert al IV-lea de Gorizia și apoi cu Hans Truchsess de Waldburg
4. Anna (d. după 1354), căsătorită cu contele Otto al IV-lea de Ortenburg, regină a Ungariei.